# Ada (računalni virus)
Ada je računalni virus koji specifično napada program PC-cillin tako što ga izbriše. Kada je Ada u memoriji zaraženog računala, proizvodi zvuk sporog klikanja te se pojavljuje poruka koja korisnika upozorava da je disk pun. Infekcijski kod sadrži vrijednost HATI-HATI !! ADA VIRUS DISINI !!.